# Eleccions provincials de Nova Caledònia de 1989
Les primeres eleccions provincials de Nova Caledònia de 1989 van tenir lloc l'11 de juny de 1989 per a escollir el Congrés de Nova Caledònia amb els diputats provincials del Nord, Sud i les Illes Loyauté com a compliment dels Acords de Matignon. El nou Congrés de Nova Caledònia estarà format per 54 diputats repartits en les assemblees de tres regions, dues de majoria ètnica canac i una de majoria ètnica caldoche.

## Organització de l'escrutini
Les eleccions són per sufragi universal i el cos electoral són tots aquells que portin residint 10 anys a les Illes a la data de l'escrutini. Aleshores hi havia 91.388 inscrits a aquesta llista electoral especials, d'ells 57.348 al Sud, 21.535 al Nord i 12.455 a les illes Loyauté. La votació, a una sola volta, hi participen llistes proporcionals plurinominals amb la norma de la més votada a cada província, amb un llindar del 5% per a obtenir almenys un escó per les Províncies.
El nombre d'escons és el següent:
- Assemblea de la Província del Sud: 32 escons
- Assemblea de la Província del Nord: 22 escons
- Assemblea de les illes Loyauté: 7escons.

## Resultats
|  | Partit                                                     | Vots   | %     | Escons al Congrés | Canvi des de 1985 |
|  | ---------------------------------------------------------- | ------ | ----- | ----------------- | ----------------- |
|  | RPCR                                                       | 27.777 | 44,46 | 26                |                   |
|  | FLNKS                                                      | 17.898 | 28,64 | 19                |                   |
|  | Front Nacional                                             | 4.207  | 6,73  | 3                 |                   |
|  | Unió Oceànica                                              | 2.429  | 3,88  | 2                 |                   |
|  | Calédonie demain                                           | 3.219  | 5,15  | 2                 |                   |
|  | LKS Front Antineocolonialista                              | 1.441  | 2,30  | 1                 | 0                 |
|  | Front Caledonià - Reagrupament per Nova Caledònia a França | 1.611  | 2,57  | 0                 | 0                 |
|  | Un país per a Tots                                         | 1.526  | 2,50  | 0                 | 0                 |
|  | Total                                                      | 62.473 | 100   | 54                |                   |
|  | Anti-independentistes                                      | 42.977 | 68,80 | 34                |                   |
|  | independentistes                                           | 19.496 | 31,20 | 20                |                   |

### Província del Sud
|  | Partit                                                     | Vots   | %     | Escons | Canvi des de 1985 |
|  | ---------------------------------------------------------- | ------ | ----- | ------ | ----------------- |
|  | RPCR                                                       | 20.844 | 53,19 | 20     |                   |
|  | FLNKS                                                      | 4.615  | 11,78 | 4      |                   |
|  | Front Nacional                                             | 3.863  | 10,16 | 3      |                   |
|  | Calédonie demain                                           | 2.751  | 7,02  | 2      |                   |
|  | Unió Oceànica                                              | 2.429  | 6,20  | 2      |                   |
|  | Front Caledonià - Reagrupament per Nova Caledònia a França | 1.611  | 4,11  | 0      | 0                 |
|  | Un país per a Tots                                         | 1.526  | 3,89  | 0      | 0                 |
|  | Altres                                                     | 1.542  | 3,91  | 0      | 0                 |
|  | Total                                                      | 39.181 | 100   | 32     |                   |
|  | Anti-independentistes                                      | 34.566 | 88,22 | 28     |                   |
|  | independentistes                                           | 4.615  | 11,78 | 4      |                   |

### Província del Nord
|  | Partit                | Vots   | %     | Escons | Canvi des de 1985 |
|  | --------------------- | ------ | ----- | ------ | ----------------- |
|  | FLNKS                 | 9.371  | 63,39 | 11     |                   |
|  | RPCR                  | 4.041  | 27,33 | 4      |                   |
|  | Unió per construir    | 666    | 4,50  | 0      |                   |
|  | Calédonie demain      | 361    | 2,44  | 0      | 0                 |
|  | Front Nacional        | 344    | 2,40  | 0      | 0                 |
|  | Total                 | 14.783 | 100   | 15     |                   |
|  | independentistes      | 9.371  | 63,39 | 11     | 0                 |
|  | Anti-independentistes | 5.412  | 36,61 | 4      | 0                 |

### Illes Loyauté
|  | Partit                                      | Vots  | %     | Escons | Canvi des de 1985 |
|  | ------------------------------------------- | ----- | ----- | ------ | ----------------- |
|  | FLNKS                                       | 3.912 | 45,97 | 4      |                   |
|  | RPCR                                        | 2.892 | 33,98 | 2      |                   |
|  | Front Anticolonialista                      | 1.441 | 16,93 | 1      | =                 |
|  | Calédonie demain                            | 107   | 1,25  | 0      |                   |
|  | Front Unit per a Construir la Independència | 157   | 1,84  | 0      | 0                 |
|  | Total                                       | 8.509 | 100   | 7      |                   |
|  | independentistes                            | 5.510 | 64,75 | 5      | =                 |
|  | Anti-independentistes                       | 2.999 | 32,25 | 2      | =                 |